# Charles A. Meyer
Charles Appleton Meyer (* 27. Juni 1918; † 12. August 1996) war ein US-amerikanischer Wirtschaftsmanager und Diplomat, der unter anderem zwischen 1969 und 1973 Assistant Secretary of State for Inter-American Affairs war.

## Leben

### Familiäre Herkunft, Studium und Manager
Charles Appleton Meyer war der jüngere Sohn von George von Langerke Meyer (1891–1950) und dessen Ehefrau Frances Sherwood Saltonstall Pool (1893–1958). Sein älterer Bruder George L. Meyer Jr. (1916–1942) kam als Kapitänleutnant der US Navy während der Schlacht um Guadalcanal ums Leben. Sein Großvater väterlicherseits war der Diplomat und Politiker George von Lengerke Meyer (1858–1918), der unter anderem von 1901 bis 1905 Botschafter im Königreich Italien, zwischen 1905 und 1907 Botschafter im Russischen Kaiserreich, von 1907 bis 1909 US Postmaster General sowie zwischen 1909 und 1913 US Secretary of the Navy war. Er selbst besuchte die Phillips Academy und schloss diese 1935 ab, wobei der Journalist und Zeitungsverleger James S. Copley, der Chemiker und Nobelpreisträger William S. Knowles sowie der Unternehmer und Vorstandsvorsitzende von Radio Corporation of America (RCA) Robert Sarnoff zu Mitschülern seines Jahrgangs gehörten. Im Anschluss begann er ein grundständiges Studium am Harvard College, welches er 1939 mit einem Bachelor beendete.
Danach begann Meyer seine berufliche Laufbahn beim Einzelhandelsunternehmen Sears, Roebuck & Co. und war Ende der 1950er Jahre Vizepräsident des Unternehmens für Lateinamerika. Am 1. Dezember 1959 wurde er von Präsident Dwight D. Eisenhower zum Mitglied des Nationalen Beratungsausschusses für interamerikanische Angelegenheiten (National Advisory Committee for Inter-American Affairs) unter Vorsitz von Milton S. Eisenhower ernannt. Dem Ausschuss gehörten neben ihm noch der frühere Botschafter Walter J. Donnelly, G. Kenneth Holland, der Gewerkschaftsfunktionär Orie Albert „Jack“ Knight und Dana G. Munro an.

### Assistant Secretary of State, Rückkehr in die Wirtschaft und spätere Funktionen
Am 28. März 1969 wurde Charles A. Meyer als Nicht-Karrierediplomat (Non-career appointee) von Präsident Richard Nixon  als Assistant Secretary of State for Inter-American Affairs zum Leiter der Unterabteilung Interamerikanische Angelegenheiten ernannt und übernahm diese Funktion als Nachfolger von Covey T. Oliver offiziell am 2. April 1969. Dieses Amt behielt er bis zum 2. März 1973 und wurde daraufhin am 29. Mai 1973 von Jack B. Kubisch abgelöst. In dieser Funktion befasste er sich mit Fragen rund um den Einfluss von Fidel Castro in Lateinamerika, der Machtübernahme von Salvador Allende in Chile und der ersten Generalversammlung der Organisation Amerikanischer Staaten (OAS) 1971. Er war zudem Koordinator der Allianz für den Fortschritt (Alliance for Progress), ein Abkommen zur ökonomischen Zusammenarbeit zwischen Nord- und Südamerika, das 1961 vom damaligen US-Präsidenten John F. Kennedy initiiert wurde.
Nach seinem Ausscheiden aus dem Regierungsdienst 1973 kehrte er zum Einzelhandelsunternehmen Sears, Roebuck & Co. zurück und war bis 1980 dessen Seniorvizepräsident für öffentliche Angelegenheiten. Er war allerdings auch Mitglied des Vorstands der Inter-American Foundation, eine 1969 gegründete unabhängige Agentur der US-Regierung, die gemeinschaftsgeführte Entwicklung in Lateinamerika und der Karibik finanziert. Am 9. Mai 1978 wurde er stellvertretender Vorstandsvorsitzender der Inter-American Foundation und bekleidete diese Funktion bis zum 8. August 1980. Er engagierte sich des Weiteren als Vorsitzender des Treuhandgremiums des Lake Forest College und bekam von diesem am 7. Mai 1983 einen Ehren-Doktor der Rechte (Honorary Doctor of Laws) verliehen.

### Privates
Charles A. Meyer war mit Suzanne Seyburn Meyer (1920–2009) verheiratet und wurde nach seinem Tode auf dem Friedhof von Hamilton beigesetzt.